# Troizk (Tscheljabinsk)
Troizk (russisch Троицк) ist eine russische Stadt in der Oblast Tscheljabinsk. Die Bevölkerungszahl beträgt 78.372 (Stand 14. Oktober 2010).

## Geographische Lage
Die Stadt Troizk liegt im flachen Steppengebiet östlich des südlichen Ural, etwa 120 km südlich der Oblasthauptstadt Tscheljabinsk unweit der Grenze zu Kasachstan. Durch Troizk fließen  der Ui, ein Nebenfluss des Tobol, sowie die in den Ui mündende Uwelka.
Das Klima ist kontinental. Die Temperatur kann im Winter unter −30 °C sinken und im Sommer auf über +30 °C ansteigen.

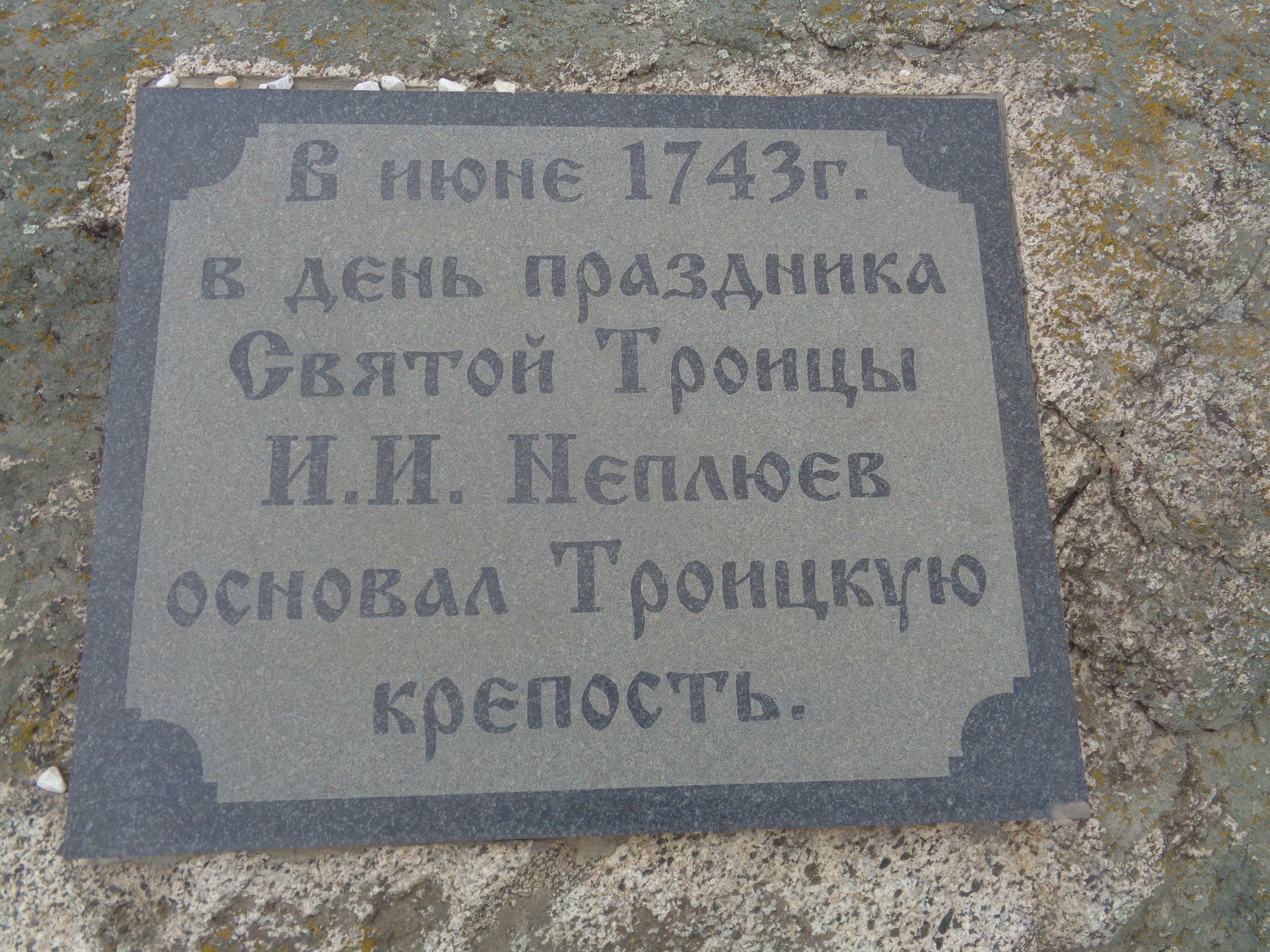
Gedenktafel mit dem Gründungsdatum der Stadt
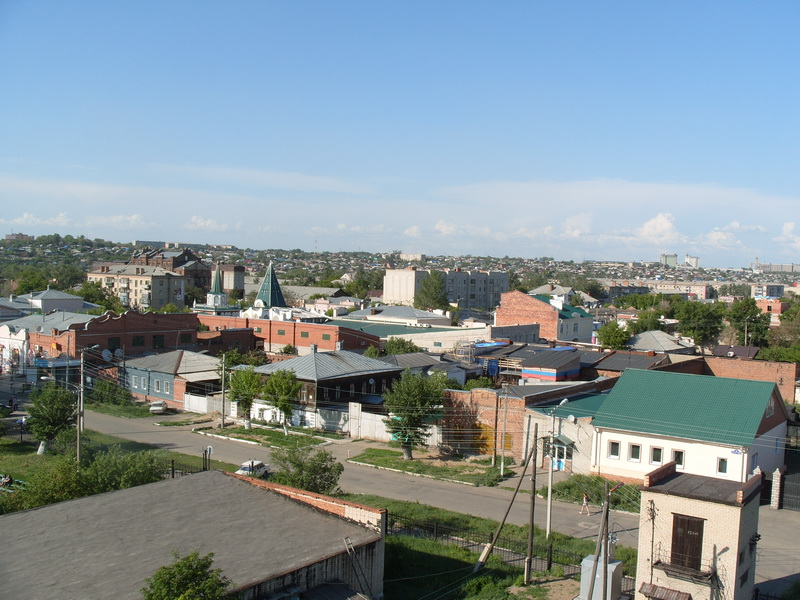
Blick über Troizk
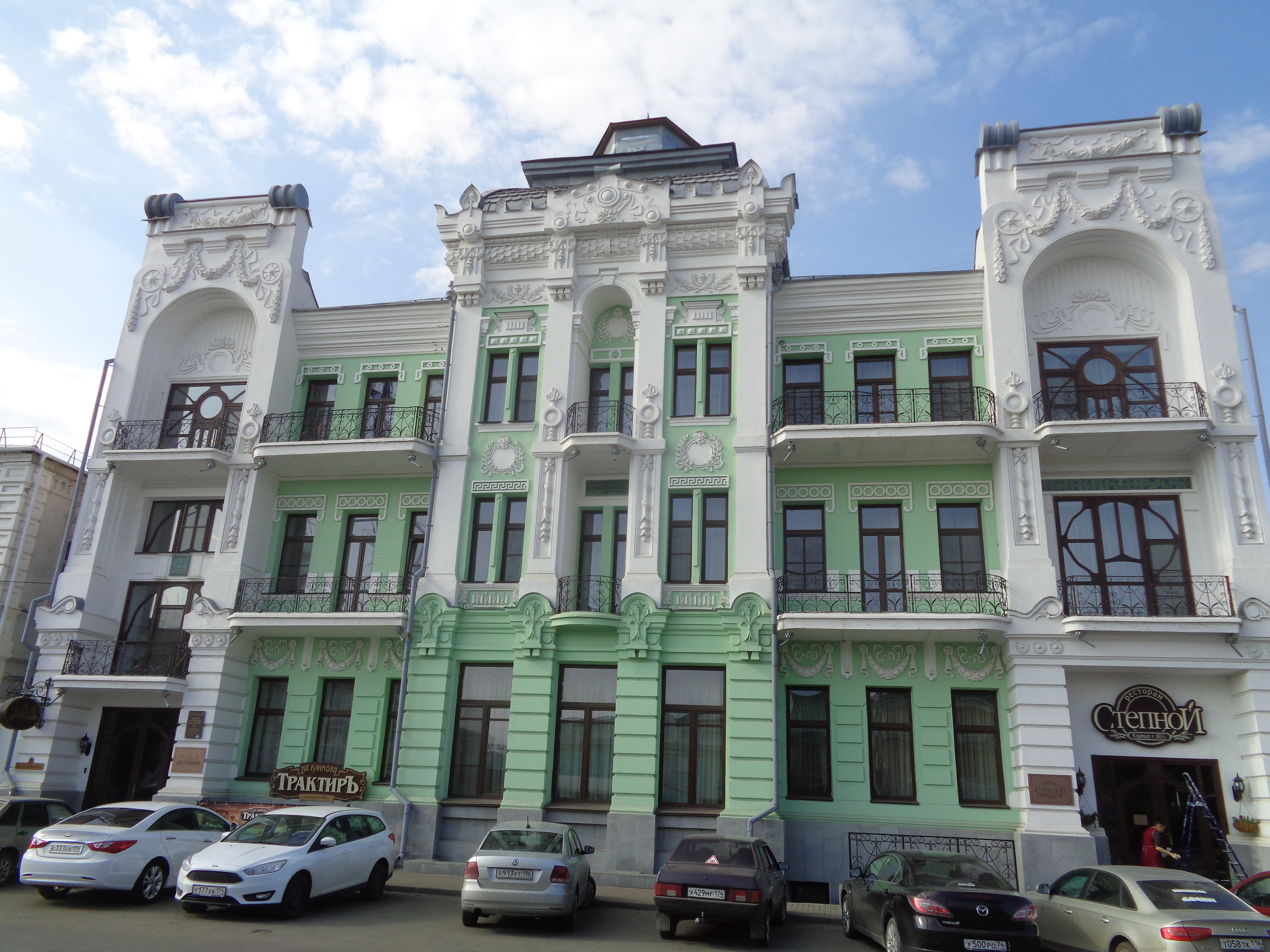
Hotel Zentral, vom Kaufmann Bascharow 1907 errichtet
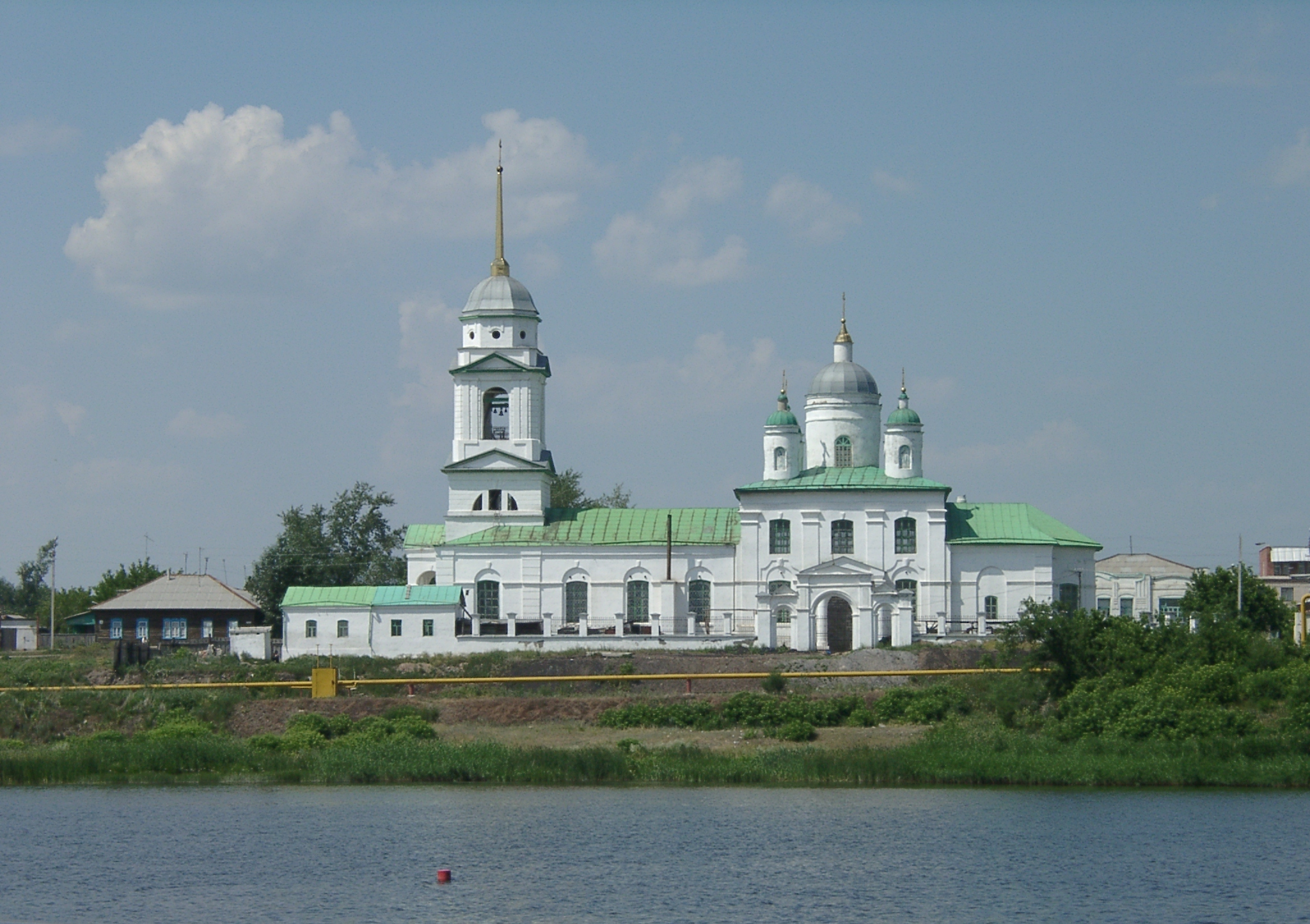
Dreifaltigkeitskathedrale

## Geschichte
Die Stadt wurde 1743 als Kosakenfestung an einem Handelsweg zwischen Europa und Asien zum Schutz der damaligen südöstlichen Grenze Russlands gegründet. Ursprünglich stellte die Festung einen Teil der östlichen russischen Verteidigungslinie dar. Später verlor sie jedoch diese Bedeutung. Seit 1750 wurden dort regelmäßig Jahrmärkte veranstaltet, was die Bedeutung des Ortes für den Handel steigerte. 1784 wurden dem Ort Stadtrechte verliehen. Im 19. Jahrhundert gehörte Troizk zum Gouvernement Orenburg. Bis Anfang des 20. Jahrhunderts lebte der Ort vorwiegend vom Handel und Handwerk und hatte mit mehreren Schulen und Gymnasien, einer öffentlichen Bibliothek sowie acht Kirchen, vier Moscheen und einer Synagoge eine für die damaligen Verhältnisse gut ausgebaute Infrastruktur.
Während der Sowjetzeit entstanden in Troizk die ersten Industriebetriebe sowie ein Wärmekraftwerk.

### Bevölkerungsentwicklung
| Jahr | Einwohner |
| ---- | --------- |
| 1897 | 23.299    |
| 1939 | 46.693    |
| 1959 | 76.325    |
| 1970 | 85.469    |
| 1979 | 87.500    |
| 1989 | 90.077    |
| 2002 | 83.862    |
| 2010 | 78.372    |
| 2012 | 78.089    |
| 2014 | 77.176    |
| 2015 | 76.453    |

Anmerkung: Volkszählungsdaten

## Sehenswürdigkeiten und Kultur
Die bis zum beginnenden 20. Jahrhunderts entstandene historische Bausubstanz ist in Troizk relativ gut erhalten geblieben. Es gibt knapp 1000 Bau-, Geschichts- und Kulturdenkmale, vier davon von föderaler Bedeutung: das Hotel Zentral, die Handelspassage der Brüder Jauschew, die Dreifaltigkeitskathedrale und die „Handelsreihen“.
In der Stadt gibt es fünf russisch-orthodoxe Kirchen und zwei Moscheen.

## Wirtschaft und Infrastruktur
Als wichtigster Betrieb in Troizk gilt heute das Wärmekraftwerk mit einer Leistung von gut 2000 Megawatt, das zum Energieversorgungsunternehmen OGK-2 gehört. Das Kühlwasser für das Kraftwerk wird den Flüssen Ui und Uwelka entnommen. Der Bau zweier neuer Blöcke mit einer Leistung von 660 Megawatt ist im Gespräch. Weiterhin gibt es in der Stadt Betriebe des Maschinenbaus und der Baustoffwirtschaft (Rockwool) sowie der Leichtindustrie (Taschen) und Nahrungsmittelwirtschaft (Fleischkombinat).
Die Baustoffwirtschaft basiert auf den Vorkommen von Tonen, Sanden, Quarzit und Graniten (für die Schotterproduktion).
Troizk ist bedeutender Eisenbahn- und Fernstraßenknotenpunkt an den Strecken von Tscheljabinsk in Richtung Kasachstan und Orsk/Orenburg. Auf Grund der grenznahen Lage spielt es eine Rolle als Logistikzentrum.

## Bildung
In Troizk ist die Staatliche Akademie des Uralgebietes für Veterinärmedizin mit etwa 5000 Studenten ansässig. Es gibt Filialen dreier weiterer Hochschulen sowie 17 allgemeinbildenden Schulen und Lyzeen mit etwa 7500 Schülern.

## Söhne und Töchter der Stadt
- Faticha Aitowa (1866–1942), Philanthropin und Mäzenin
- Kazimierz Laskowski (1899–1961), polnischer Fechter
- Oleg Tschupachin (* 1934), Chemiker
- Gennadi Sosonko (* 1943), Schachgroßmeister